# Ianthasaurus hardestiorum
Lo iantasauro (Ianthasaurus hardestiorum) è un tetrapode estinto, appartenente ai pelicosauri. Visse nel Carbonifero superiore (Pennsylvaniano superiore, circa 305 - 302 milioni di anni fa) e i suoi resti fossili sono stati ritrovati in Nordamerica.

## Descrizione
Questo animale è noto per alcuni scheletri incompleti, principalmente attribuibili a esemplari giovani, ma sono noti anche resti parziali di un adulto. Ianthasaurus aveva un cranio lungo circa 8 centimetri e l'animale intero era lungo circa 75 centimetri. La caratteristica più saliente di questo animale è data dall'estremo allungamento delle apofisi delle vertebre dorsali, che andavano a formare una struttura simile a una "vela" di pelle sorretta da ossa. Questa caratteristica si riscontra anche in altri pelicosauri successivi, come Edaphosaurus e Dimetrodon, dotati di un grado ancora maggiore di allungamento vertebrale.
Nonostante la struttura delle vertebre dorsali richiamasse i pelicosauri erbivori come Edaphosaurus, alcune caratteristiche di Ianthasaurus lo rendono particolarmente primitivo: la dentatura marginale richiama quella dei rettili insettivori, con denti conici sottili e leggermente ricurvi presso gli apici, con un leggero sviluppo di denti caniniformi. La dentatura palatale e quella mandibolare non erano specializzate, e non erano presenti le tipiche batterie di denti di Edaphosaurus, utili a frantumare i vegetali. Inoltre, a differenza di Edaphosaurus, il corpo di Ianthasaurus era leggero e snello, ed è probabile che l'animale fosse abbastanza agile. Il cranio alto era dotato di orbite grandi e la forma generale richiamava quella del contemporaneo Haptodus, un pelicosauro carnivoro privo di "vela". La vela di Ianthasaurus era costituita da almeno 29 vertebre presacrali, con spine neurali allungatissime e dotate di alcuni tubercoli laterali su ciascun lato della colonna vertebrale. Era inoltre presente un processo dorsale trasversale allungato sulla spina neurale assiale. L'ilio era ben sviluppato e dotato di un processo posteriore a forma di lama.

## Classificazione
Ianthasaurus venne descritto per la prima volta nel 1986, sulla base di alcuni resti incompleti ritrovati nel giacimento di Garnett (Kansas) e risalenti alla fine del Carbonifero. Venne subito ascritto alla famiglia degli edafosauridi, un gruppo di pelicosauri erbivori dotati di grandi vele dorsali, e riconosciuto come il membro più primitivo di questo gruppo. Successivi studi basati su ulteriori esemplari hanno confermato questa classificazione, riconoscendo anche alcune sinapomorfie presenti negli edafosauridi e nei carnivori sfenacodonti (riguardanti la forma delle ossa frontale e quadratojugale), che supporterebbe l'esistenza di un clade composto da questi due gruppi, più derivati rispetto agli altri pelicosauri (Modesto e Reisz, 1990). Ulteriori analisi filogenetiche hanno confermato Ianthasaurus come sister taxon di tutti gli altri edafosauri noti (Mazierski e Reisz, 2010). Altre analisi, tuttavia, hanno escluso Ianthasaurus dagli edafosauridi: secondo questo studio, il sito di Garnett sembra conservare un insieme di sinapsidi (Haptodus, Ianthasaurus, Ianthodon) vicini alla base del grande clade che comprende Edaphosauridae e Sphenacodontia, suggerendo che una diversificazione iniziale di questo clade sia avvenuta ben prima della fine del periodo Carbonifero (Spindler et al., 2015).

## Paleobiologia
Ianthasaurus era dotato di piccoli denti aguzzi e conici, al contrario di quelli a forma di incisivi degli edafosauri. Era inoltre sprovvisto di denti palatali specializzati e tondeggianti. Sembra improbabile, quindi, che questo animale fosse un erbivoro. È più verosimile, invece, che fosse adatto a catturare gli insetti privi di corazza.